# Katzenmenschen (1942)
Katzenmenschen (Originaltitel: Cat People) ist ein in Schwarzweiß gedrehter US-amerikanischer Spielfilm des Regisseurs Jacques Tourneur. Val Lewton produzierte den Film, der heute zu den bedeutendsten des Horrorgenres zählt, 1942 für das Studio RKO. DeWitt Bodeen schrieb das Originaldrehbuch nach Lewtons 1930 erschienener Kurzgeschichte The Bagheeta.
Das für damalige Zeiten unkonventionelle Werk gilt mittlerweile als früher Body-Horror-Film.
Der Film erzählt die Geschichte einer jungen Frau, die überzeugt ist, sich in eine Raubkatze zu verwandeln, wenn sie ihren Gefühlen freien Lauf lässt.

## Handlung
Die aus Serbien stammende Irena Dubrovna arbeitet in New York City in der Modebranche. Bei Zeichenübungen im Zoo vor dem Käfig eines schwarzen Panthers lernt sie den amerikanischen Ingenieur Oliver Reed kennen. Irena erzählt ihm von einer Legende aus ihrer Heimat, der zufolge ihre Vorfahren Hexerei praktiziert hätten. Die beiden verlieben sich ineinander und heiraten bald darauf. Auf der Hochzeitsfeier wird Irena von einer unbekannten Frau als „moja sestra“ (slawisch „meine Schwester“) angesprochen. Die Ehe steht unter keinem guten Stern: Irena ist überzeugt, dass sie sich in eine Raubkatze verwandelt, sobald sie ihren Gefühlen freien Lauf lässt, und verweigert sich jeglichen Zärtlichkeiten oder sexuellen Annäherungen.
Da Oliver die Ängste seiner Frau für bloßen Aberglauben hält, sucht er Hilfe bei dem Psychiater Dr. Judd. Dieser verliebt sich allerdings in Irena und erzielt auch keine Ergebnisse mit seiner Therapie, die seine Patientin nach kurzer Zeit abbricht. Da Irena ihre Ängste nicht ablegen kann, droht sie ihren Ehemann zu verlieren. Olivers Arbeitskollegin Alice gesteht ihm, dass sie ihn schon seit langem liebe, auch nach seiner Heirat. Oliver verliebt sich in Alice und verlangt die Scheidung von Irena.
Irena wird von Eifersucht überwältigt, und bald häufen sich die Anzeichen, dass sie sich wirklich in eine Raubkatze verwandelt. Gleich zweimal fühlt sich Alice von einem katzenartigen Wesen verfolgt. Zusammen mit Dr. Judd wollen Alice und Oliver Irena zu einem klärenden Gespräch in ihrer Wohnung treffen. Als Irena nicht wie vereinbart erscheint, gehen Alice und Oliver zurück in ihr Büro, wo sie von einer Raubkatze bedroht werden. Den beiden gelingt die Flucht. Als Irena schließlich in ihrer Wohnung auftaucht, wartet dort Dr. Judd auf sie und versucht sich ihr zu nähern. Sie verwandelt sich in einen Katzenmenschen und tötet den Psychiater, wird aber von ihm mit einem Dolch verletzt. Irena schleppt sich blutend zum Zoo und befreit dort den schwarzen Panther aus seinem Käfig, der auf der Flucht von einem Wagen überfahren wird. Oliver und Alice treffen auch im Zoo ein und finden Irena tot vor dem Gehege liegend.

## Entstehung
Val Lewton arbeitete Anfang der 1940er-Jahre als Produzent und Drehbuchautor für RKO Pictures, einer Produktionsfirma, die in dieser Zeit finanziell in eine Schieflage geriet. RKO entschied sich, eine Abteilung für schnell und preiswert produzierte Horrorfilme zu gründen. Zu deren Leiter wurde Lewton ernannt. Sein Produktionsrezept war einfach: Eine Liebesgeschichte, drei Szenen angedeuteten Schreckens und eine Szene von tatsächlicher Gewalttätigkeit, Abblende. Das alles in weniger als 70 Minuten. Das Budget durfte 150.000 Dollar nicht überschreiten und Lewton durfte die Namen der Filme bestimmen.
Der Produzent holte als Regisseur seinen Freund Jacques Tourneur, mit dem er bereits in der Produktion des Films Flucht aus Paris (1935) zusammengearbeitet hatte.
Katzenmenschen sollte der prägnanteste und stilprägendste Film der RKO-Horrorfilm-Reihe werden, weitere Leyton-Filme aus dem gleichen Genre folgten: Ich folgte einem Zombie (1943) und The Leopard Man (1943), beide mit Regisseur Tourneur; Mademoiselle Fifi (1944), The Curse of the Cat People (1944) und Der Leichendieb (1945), unter der Regie von Robert Wise; The Seventh Victim (1943), The Ghost Ship (1943), Youth Runs Wild (1944), Die Todesinsel (1945) und Bedlam (1946), mit Regisseur Mark Robson;
Gedreht wurde im Zeitraum vom 28. Juli 1942 bis zum 21. August 1942 – also in nicht einmal einem Monat. Es wurden nur acht oder neun Sets gebaut, bereits vorhandene wurden genutzt. Deutlich erkennbar ist daher die Treppe aus Orson Welles’ RKO-Produktion Der Glanz des Hauses Amberson (1942). Auch die minimale Beleuchtung hielt das Budget niedrig. Zwei Filmteams drehten tagsüber die Sequenzen mit den Schauspielern und abends die Tierszenen im Central Park. Tourneur empfand die knappe Drehzeit sogar als Ansporn: „Am besten arbeite ich, wenn alles sehr schnell geht, ..... es muss aus dem Instinkt kommen.“
Nach der Uraufführung in New York City war die Presse äußerst angetan. Auch das Publikum war begeistert und das Werk spielte in wenigen Tagen sein Produktionsbudget ein und wurde zum Dauerbrenner. Katzenmenschen spielte einen Gewinn von 4 Millionen Dollar ein, achtmal so viel wie die 1941 entstandene RKO-Produktion Citizen Kane, heute ein Meilenstein der Kinogeschichte. Lewtons Horrorkonzept war aufgegangen, Tourneur wurde für seine stimmungsvollen Licht- und Schattenspiele berühmt.

## Hintergrund
Der Film wurde am 6. Dezember 1942 in New York City uraufgeführt, der landesweite Starttermin war am 25. Dezember 1942. Die Produzenten hielten den Film zunächst für misslungen, doch er erzielte bei ca. 140.000 US-Dollar Produktionskosten einen Gewinn von ca. 4 Mio. US-Dollar. Die Produktionsfirma RKO ließ daraufhin weitere, vergleichbare Filme drehen. 1944 folgte die Fortsetzung von Katzenmenschen, The Curse of the Cat People.
Katzenmenschen bildete den Auftakt des inzwischen legendären neunteiligen RKO-Horrorzyklus von Produzent Val Lewton. Regisseur Jacques Tourneur drehte mit Ich folgte einem Zombie (1943) und The Leopard Man (1943) noch zwei weitere Beiträge zu der Serie. Katzenmenschen vereinte auch erstmals Tourneur and Kameramann Nicholas Musuraca. Ihre spätere Zusammenarbeit bei RKOs Out of the Past (1947) erwies sich erneut als wegweisend für ein Genre, in diesem Fall den Film noir.
In Deutschland lief Katzenmenschen nicht in den Kinos, sondern wurde am 3. Juli 1974 erstmals im deutschen Fernsehen ausgestrahlt. 1999 erschien der Film in Deutschland auf Video, später auf DVD.
1982 erschien das thematisch verwandte, aber inhaltlich abweichende Remake Katzenmenschen von Regisseur Paul Schrader, in dem Nastassja Kinski und Malcolm McDowell die Hauptrollen spielten.

## Kritiken
Die Kritiken zur Erstaufführung waren gemischt. Das Kinobranchen-Fachblatt Variety bezeichnete Katzenmenschen als „schräges Drama“, während Bosley Crowther von The New York Times den Film als „langatmig“ abtat.
Rückblickend lobten die Rezensenten Katzenmenschen unisono. William K. Everson widmete in seinem Buch Klassiker des Horrorfilms dem Film und seinem Nachfolger The Curse of the Cat People ein ganzes Kapitel. Paul Taylor betonte im Magazin Time Out Lewtons Prinzip, den Schrecken anzudeuten statt auszuspielen, und lobte Tourneurs perfekte Inszenierung der Schauplätze sowie Simons Darstellungskunst.
Einige Kritiker versuchten den Hintergrund psychologisch als Aufarbeitung einer Neurose zu interpretieren. Kim Newman ist dagegen der Überzeugung, es handle sich nicht um einen Psychothriller, sondern um einen Horrorfilm, dessen Protagonistin ein Katzenmensch ist.
1973 fasste der Kritiker John McCarthy in „Cinefantastique“ Tourneurs Stil zusammen: „Die Horrorfilme von Jacques Tourneur entstehen nicht nur aus der Fantasie, sie handeln auch von Fantasie. Dies ist es, was ihn von anderen Filmemachern trennt. Seine Domäne ist das Land zwischen Licht und Schatten, wo das Übernatürliche und das Rationale kollidieren,  wo sich Illusion und Wirklichkeit überschneiden. Wenn seine Filme auf ein zentrales Thema reduziert werden können, dann darauf: Um im Dunkeln zu sehen, muss man zuerst das Licht ausmachen.“
Auch in Deutschland wurde dem Film – retrospektiv – Klassikerstatus bescheinigt. Das Magazin Cinema lobt: „Ohne effektheischende Tricks erzeugt Tourneur Spannung auf hohem Niveau. Fazit: Eleganter Horror um prickelndes Thema.“ Etwas verhaltener urteilt das Lexikon des internationalen Films: „Als Horrorgeschichte ist Tourneurs Film atmosphärisch dicht und voll makabrer Originalität. Die Analyse eines Angsttraumes mißlingt hingegen, weil sich Imaginäres und Realistisches auf zu vordergründige Weise vermischen.“
1993 wurde Katzenmenschen als „kulturell, historisch oder ästhetisch bedeutsam“ in das National Film Registry aufgenommen. Auch das New Yorker Museum of Modern Art nahm eine Kopie des Films in seine Sammlung auf.

## Synchronisation
Die deutsche Synchronfassung stellte die Studio Hamburg Synchron 1980 her, wobei Marion von Keller das Dialogbuch schrieb und Peter Kirchberger die Dialogregie führte.
| Rolle               | Darsteller    | Synchronsprecher  |
| ------------------- | ------------- | ----------------- |
| Irena Dubrovna Reed | Simone Simon  | Angela Stresemann |
| Oliver Reed         | Kent Smith    | Volkert Kraeft    |
| Dr. Louis Judd      | Tom Conway    | Hans Sievers      |
| Alice Moore         | Jane Randolph | Susanne Beck      |
| Zoowärter           | Alec Craig    | Manfred Steffen   |